# Mal Educado
"Mal Educado" é o quarto EP e sexto album da Banda paulista Garotas Suecas, Lançado em 2015.

## História
Os dez anos de história da banda paulistana Garotas Suecas testemunharam certas mudanças na sonoridade e na formação do que agora é um quarteto. Nas comemorações de sua primeira década de existência, eis que surge o EP Mal Educado, que parece resumir um pouco a carreira do grupo em apenas três faixas.
Mais do que resgatar suas referências des outrora, ele apresenta-se como um resultado de tantas fases. Há o bom humor leve com um quê de ironia das músicas mais antigas, aliado aos arranjos mais livres do último álbum, Feras Míticas. Enquanto cada faixa tem um compositor e um vocalista diferente, a coesão entre todas revela a maturidade da banda - e quem já viu algum de seus shows sabe o potencial que elas tem no palco.
Turno Noturno faz brincadeira com o som das palavras do título, enquanto Me Erra começa tímida e ganha cada vez mais força, revelando o que talvez seja o refrão mais chiclete que Garotas Suecas já gravou. Para encerrar, a faixa-título mostra-se a mais divertida de todas e encerra o EP na esperança que ele magicamente torne-se um álbum inteiro - é uma pena ele ser tão curto.
Mas isso é boa notícia, nos lembra que uma década foi pouco pro grupo e sua vida ainda deve ir longe, ainda mais agora que, como esse pequeno disco revela, o quarteto conhece suas intenções, influências e, dá pra imaginar, até as limitações, o que faz com que suas composições e arranjos sejam cada vez mais certeiros.
Mal Educado é uma prova disso, daquelas que pedem o replay, cada um com um sorriso acompanhando alguma parte do corpo que dança sem perceber.

## Fícha Técnica
Mal Educado
EP 2015
Gravado e mixado em junho de 2015 no Estúdio 12 Dólares
Produzido por Fabio Pinczowski
Assistente - Luciano Tucunduva
Masterizado por Fernando Sanches no Estúdio El Rocha
Arte - Luísa Azevedo
Garotas Suecas são:
Fernando Perdido - baixo e voz
Irina Bertolucci - piano, orgão e voz 
Nico Paoliello - bateria e voz
Tomaz Paoliello - guitarra e voz
com:
Matheus Prado - percussão
Os Metais Ideais!
Anderson Quevedo - sax alto
Daniel Nogueira - sax tenor
Filipe Nader - sax barítono
Arranjos de metais - Fernando Perdido

## Faixas
| N.º            | Título          | Compositor(es)  | Duração |  |
| 1.             | "Turno Noturno" | Tomaz Paoliello | 2:51    |  |
| 2.             | "Me Erra"       | Fernando Freire | 4:12    |  |
| 3.             | "Mal Educado"   | Nico Paoliello  | 3:45    |  |
| Duração total: | Duração total:  | Duração total:  | 10:45   |  |